# Élections législatives de 1932 en Guadeloupe
Les élections législatives de 1932 en Guadeloupe ont eu lieu les 1er et 8 mai dans le département de la Guadeloupe dans le cadre des élections législatives françaises de 1932, sous la IIIe République.

## Mode de scrutin
La Chambre des députés est composée de 614 sièges pourvus au Scrutin uninominal majoritaire à deux tours, avec au moins un député par arrondissement.
Le mode de scrutin suit la Loi du 21 juillet 1927.
Pour être élu il faut :
- la majorité absolue des suffrages exprimés ;
- un nombre de suffrages égal au quart des électeurs inscrits.

Au deuxième tour la majorité relative suffit. En cas d'égalité c'est le plus âgé qui est élu.
Dans le département de la Guadeloupe, deux députés sont à élire, dans le cadre des circonscriptions qui sont les mêmes depuis 1881.

## Élus
| Circonscription | Député sortant  | Parti ou Nuance | Parti ou Nuance | Groupe             | Député sortant  | Parti ou Nuance | Parti ou Nuance | Groupe             |
| --------------- | --------------- | --------------- | --------------- | ------------------ | --------------- | --------------- | --------------- | ------------------ |
| 1re             | Gratien Candace |                 | Rad ind         | Gauche radicale    | Gratien Candace |                 | Rad ind         | Gauche radicale    |
| 2e              | Eugène Graëve   |                 | Rad-soc         | Radical socialiste | Eugène Graëve   |                 | Rad-soc         | Radical socialiste |

## Résultats

### Première circonscription
- Elle regroupe la côte sous-le-vent et le sud de la Basse-Terre, avec les communes de Deshaies, Pointe-Noire, Bouillante, Vieux-Habitants, Baillif, Saint-Claude, Basse-Terre, Gourbeyre, Vieux-Fort, Trois-Rivières, Capesterre-Belle-Eau, Goyave.
- S'y ajoute les trois communes de Marie-Galante, Saint-Barthélémy, Saint-Martin et les deux communes des Saintes.

| Candidat       | Candidat               | Parti          | Premier tour | Premier tour |
| Candidat       | Candidat               | Parti          | Voix         | %            |
| -------------- | ---------------------- | -------------- | ------------ | ------------ |
|                | Gratien Candace *      | Rad ind        | 6 442        | 64,16        |
|                | Hildevert-Adolphe Lara | SFIO           | 3 336        | 33,23        |
|                | Paul Jean-Baptiste     | Rép dém        | 196          | 1,95         |
|                | Pierre Bellonie        | Rad-soc        | 66           | 0,66         |
|                |                        |                |              |              |
| Inscrits       | Inscrits               | Inscrits       | 19 963       | 100,00       |
| Votants        | Votants                | Votants        | 10 152       | 50,85        |
| Abstention     | Abstention             | Abstention     | 9 811        | 49,15        |
| Blancs et nuls | Blancs et nuls         | Blancs et nuls | 112          | 1,10         |
| Exprimés       | Exprimés               | Exprimés       | 10 040       | 98,90        |

### Deuxième circonscription
- Elle regroupe toute la Grande-Terre, plus le nord de la Basse-Terre, avec les communes de Baie-Mahault, Lamentin, Petit-Bourg et Sainte-Rose.
- S'y ajoute la commune insulaire de La Désirade.

| Candidat       | Candidat             | Parti          | Premier tour | Premier tour | Deuxième tour | Deuxième tour |
| Candidat       | Candidat             | Parti          | Voix         | %            | Voix          | %             |
| -------------- | -------------------- | -------------- | ------------ | ------------ | ------------- | ------------- |
|                | Eugène Graëve *      | Rad-soc        | 3 728        | 39,21        | 6 034         | 42,58         |
|                | Lyonnel Méloir       | Soc ind        | 1 689        | 17,77        | 1 932         | 13,63         |
|                | Max Bloncourt        | Com-PP         | 1 498        | 15,76        | 1 660         | 11,71         |
|                | Maurice Satineau     | Rép G          | 1 399        | 14,72        | 4 539         | 32,03         |
|                | Paul Valentino       | diss SFIO      | 523          | 5,50         | 5             | 0,04          |
|                | Armand Jean-François | Rad ind        | 448          | 4,71         |               |               |
|                | Michel Tacita        | Soc ind        | 149          | 1,57         |               |               |
|                | Roland René-Boisneuf | Rép G          | 73           | 0,77         |               |               |
|                |                      |                |              |              |               |               |
| Inscrits       | Inscrits             | Inscrits       | 25 997       | 100,00       | 25 997        | 100,00        |
| Votants        | Votants              | Votants        | 10 040       | 38,62        | 14 391        | 55,36         |
| Abstention     | Abstention           | Abstention     | 15 957       | 61,38        | 11 606        | 44,64         |
| Blancs et nuls | Blancs et nuls       | Blancs et nuls | 533          | 5,31         | 220           | 1,53          |
| Exprimés       | Exprimés             | Exprimés       | 9 507        | 94,69        | 14 171        | 98,47         |